# Vlajka státu Mandžukuo

Mandžukuoská vlajka
Poměr stran: 2:3

Vlajka Mandžukua, v letech 1932–1945 loutkového státu pod vlivem Japonska na území současné Čínské lidové republiky, byla (vedle hymny a císařského znaku) jedním ze státních symbolů tohoto útvaru.
Vlajka byla tvořena žlutým listem o poměru stran 2:3, v kantonu pak byly čtyři vodorovné pruhy: červený, modrý, bílý a černý.
Vlajka byla inspirována čínskou vlajkou z roku 1912 (tvořenou pěti vodorovnými pruhy). Žlutá barva (na čínské vlajce z roku 1912 umístěná mezi červený a modrý pruh) symbolizovala Mandžuský národ. Těchto pět barev symbolizovalo pět ras pod jednou střechou. Ke každé barvě byla, mimo národa, přiřazena také lidská vlastnost.

Čínská vlajka (1912) Poměr stran: 5:8

- Žlutá – Mandžuové, jednota
- Rudá – Japonci, statečnost
- Modrá – Chanové, spravedlnost
- Bílá – Mongolové, čistota
- Černá – Korejci, odhodlanost

## Další vlajky
| Vlajka Císařského námořnictva Mandžukua                          |
| Standarty vlajkových důstojníků Císařského námořnictva Mandžukua |
| Admirál:                                                         |
| Viceadmirál:                                                     |
| Kontradmirál:                                                    |
| Komodor:                                                         |
| Vlajka udělovaná z zásluhy:                                      |

Válečná a námořní vlajka
Poštovní vlajka
Císařská vlajka
Vlajka hlídkových lodí
Vlajka ministra obrany